# Dromod
Dromod is een plaats in het Ierse graafschap Leitrim. Het dorp ligt aan de spoorlijn Dublin - Sligo. Van het station vertrekken dagelijks zeven treinen in beide richtingen.